# Trigonisca fraissei
Trigonisca fraissei är en biart som först beskrevs av Heinrich Friese 1901.  Trigonisca fraissei ingår i släktet Trigonisca och familjen långtungebin. Inga underarter finns listade i Catalogue of Life.